# Motori Moderni
Motori Moderni – włoska firma dostarczająca silniki teamom Formuły 1 w sezonach 1985–1987.
Firma została założona przez doświadczonego włoskiego projektanta silników, byłego szefa inżynierów w Alfie Romeo, Carlo Chitiego. Początkowo firma miała dostarczać turbodoładowane silniki V6 zespołowi Minardi. Silników tych, określanych jako Tipo 615-90 włoski team używał w sezonach 1985–1987. W sezonie 1986 firma dostarczała silniki również zespołowi AGS.
W sezonie 1990 firma dostarczała przy współpracy z Subaru pod szyldem 1235 silniki zespołowi Coloni.
Po opuszczeniu Formuły 1 firma na krótko dostarczała silniki zespołowi Alba Racing Team w Mistrzostwach Świata Samochodów Sportowych. Z powodu braku sukcesów wycofano się jednak z tego przedsięwzięcia.

## Podsumowanie sezonów
W nawiasie podano liczbę zgłoszeń do wyścigu.
| Sezon | Samochód               | Kierowca           | Starty  | Punkty |
| ----- | ---------------------- | ------------------ | ------- | ------ |
| 1985  | Minardi-Motori Moderni | Pierluigi Martini  | 14 (14) | 0      |
| 1986  | Minardi-Motori Moderni | Alessandro Nannini | 16 (16) | 0      |
| 1986  | Minardi-Motori Moderni | Andrea de Cesaris  | 16 (16) | 0      |
| 1986  | AGS-Motori Moderni     | Ivan Capelli       | 2 (2)   | 0      |
| 1987  | Minardi-Motori Moderni | Adrián Campos      | 15 (15) | 0      |
| 1987  | Minardi-Motori Moderni | Alessandro Nannini | 16 (16) | 0      |
| 1990  | Coloni-Subaru          | Bertrand Gachot    | 0 (10)  | 0      |